# Carbonia Calcio 1984-1985
Questa voce raccoglie le informazioni riguardanti il Carbonia Calcio nelle competizioni ufficiali della stagione 1984-1985.

## Rosa
| N. |                   | Ruolo | Calciatore          |
| -- | ----------------- | ----- | ------------------- |
|    | Italia (bandiera) | P     | Roberto Agostinelli |
|    | Italia (bandiera) | P     | Marco Branchetti    |
|    | Italia (bandiera) | C     | Floriano Congiu     |
|    | Italia (bandiera) |       | Gianluca Deiana     |
|    | Italia (bandiera) | C     | Felice Esposito     |
|    | Italia (bandiera) | D     | Marco Fenu          |
|    | Italia (bandiera) | C     | Adriano Gaetani     |
|    | Italia (bandiera) | D     | Eligio Ibba         |
|    | Italia (bandiera) | C     | Giuseppe Innella    |
|    | Italia (bandiera) | A     | Giovanni Leone      |
|    | Italia (bandiera) | A     | Roberto Mambretti   |
|    | Italia (bandiera) | D     | Giorgio Melis       |

| N. |                   | Ruolo | Calciatore          |
| -- | ----------------- | ----- | ------------------- |
|    | Italia (bandiera) | D     | Giuseppe Mura       |
|    | Italia (bandiera) | C     | Domenico Ogno       |
|    | Italia (bandiera) | C     | Alessandro Paoletti |
|    | Italia (bandiera) | C     | Mario Ponti         |
|    | Italia (bandiera) | C     | Giuseppe Porceddu   |
|    | Italia (bandiera) | A     | Roberto Rampini     |
|    | Italia (bandiera) | A     | Luca Rivetta        |
|    | Italia (bandiera) | A     | Fabrizio Rizzola    |
|    | Italia (bandiera) | P     | Marco Sapochetti    |
|    | Italia (bandiera) | C     | Roberto Serra       |
|    | Italia (bandiera) | D     | Fabio Todde         |
|    | Italia (bandiera) | D     | Alessandro Zaccolo  |